# Шћепан Мали
 Шћепан Мали (1739 — 1773) био је владар Црне Горе од 1767. до 1773, представљајући се као руски цар Петар III Фјодорович. Био је господар народа и државе и једини „цар“ Црне Горе. Непознатог је поријекла.
Учврстио је централну власт, сузбијајући племенску неслогу. Успјешно је ратовао против Турског царства. Убио га је његов слуга, потплаћен од стране Турака.

## „Руски цар” у Црној Гори
Појавио се у старој Црној Гори 1766. године. Убрзо су се пронијеле вијести да је он руски цар Петар III, који се склонио међу Црногорце.
Цар Петар III био је свргнут и убијен 1762. у дворској завери коју је предводила његова супруга, царица Катарина II Велика. Донски козак Пугачов, који је подигао буну 1773., такође се прогласио Петром III.
У то доба Црном Гором влада остарјели владика Сава Петровић Његош (1735—1781), који води мирољубиву политику, ослањајући се на дипломатију у одбрани (привремени савези са разним великим силама, користећи њихове међусобне сукобе) и на свештенство у унутрашњој политици. Након смрти његовог савладара Василија Петровића Његоша (1750—1766), који је водио знатно ратоборнију политику и ослањао се на племенске старјешине, Шћепан преузима стварну власт у земљи.
На свенародном збору на Цетињу 17. октобра 1767. године бива изабран за господара народа и државе и проглашен за „цара“. За кратко време је раздвојио световну од црквене власти, што представља прекид у владавини династичке куће Петровићи Његоши.
За време његове владавине, септембра 1768. године одиграла се битка у Остружском кланцу. Турци су успели да натерају Црногорце на бежанију али нису успели да заузму Цетиње нити да ухвате Шћепана. Исте године Црногорци су се оглушили о захтјев Русије да јој се придруже у рату против Турске, због руског непријатељства према Шћепану.

## Модернизација и јачање државне власти
Радио је на модернизацији земље и стварању услова за централизацију власти. Успио је сузбити заваде међу црногорским племенима и строгим казнама потиснути крвну освету. Године 1771. формира први стални суд, састављен од 12 племенских старјешина. Формира први стални оружани одред (телесну стражу). Започео је градити путеве, те пописивати становништво и имовину. Уводи порез (у натури) и ради тога спроводи први попис у Црној Гори августа 1773. године.
Јачање централне власти у Црној Гори било је противно интересу свих великих сила: Аустрије, Русије, Турске и Млетачке републике. Године 1773. убио га је један његов слуга, по налогу скадарског паше Бушатлије. Сахрањен је у манастиру Доњи Брчели.
Његове реформе, иако сузбијене након његове смрти, биле су основа на којој је даље градио владика Петар I Петровић (1781—1830). Он је учврстио централну власт и успјешним ратовањем уздигао Црну Гору у значајну регионалну силу.
Неостварени сан лажнога цара је био шири национални покрет Срба на ослобођење и уједињење обновом српског царства на чијем би челу он био.
Шћепан Мали је имао утицаја на Србе у Брдима, Херцеговини, Босни и Далмацији, што је довело до непријатељства са Венецијом и Турском.
Дана 6. јануара 1769. године гроф де Катане пише о Шћепану Маломе:
Он је веома знао да том народу више одговара слобода него потчињеност. Осим тога када се отпор могао пружати било коме са одважним, поносним и тврдоглавим духом, увијек жељним да оживи стару српску Царевину.
Италијанска монографија о Шћепану Малом из XVIII вијека:
А потом под управом његовом или неког другог војног старјешине могла би да послужи његова моћна војска православних Срба, подржана од стране венецијанске војске у одлучном рату против Турака, пошто је било неизводљиво да се његова војска споји са руском, јер би им Турци препријечили пут.
Петар II Петровић Његош, у свом делу „Лажни цар Шћепан Мали“ тврди да се Шћепан презивао Раичевић:
Ја сам управ родом Далматинац, племеном се зовем Раичевић. Ако ово не буде истина, прост ви живот — ви ме каменујте.

## Занимљивости
Шћепан Мали је осим српског језика познавао и немачки, италијански, француски, руски и хебрејски језик.
Један интересантан догађај је описао Шћепанов сапутник архимандрит црногорски Авакум 5. августа 1768. године. Шћепан је ишао у посјету млетачком Котору и на улазу на градским капијама уочио двоглавог орла који је назвао „грб српскога краља Стефана“, па су му се потом сузе салиле из емотивног родољубивог набоја.
Народна традиција и архивски материјал о Шћепану Малом послужили су владици и пјеснику Петру II Петровићу Његошу као подлога за пјесничко дјело Лажни цар Шћепан Мали.
Године 1955. снимљен је играни филм Лажни цар, док је 1979. снимљен фантазијски филм Човјек кога треба убити или легенда о лажном цару Шћепану Малом.
У 2. издању Руварчеве Монтенегрине, из 1899. на стр. 18. стоји да је Шћепан Мали био Петар Теодоровић, а Бернхард Шварц наводи да је био Хрват. Неки сматрају да се радило о Јовану Стефану Балевићу, а други да се презивао Ћук и да је дошао из Лике. Такође, постоје индиције да је био јеврејског поријекла са простора Далмације.